# Японская ассоциация звукозаписывающих компаний

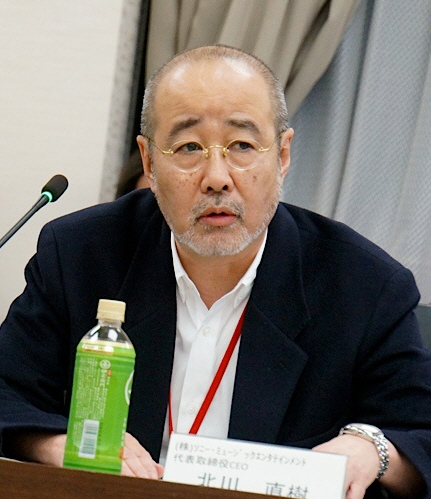
Наоки Китагава, председатель RIAJ, 7 апреля 2013 г.

Японская ассоциация звукозаписывающих компаний (яп. 日本レコード協会 Nippon Rekōdo Kyōkai или сокр. RIAJ, от англ. Recording Industry Association of Japan) — ассоциация, объединяющая ряд японских компаний, работающих в сфере музыкального бизнеса, т. е. занимающихся производством и дистрибуцией музыкальной продукции.
Была основана в 1942 году.

## Критерии выдачи сертификаций

### За физические копии[2]
По данным RIAJ, сертификации за физические копии присваиваются за поставки дисков в магазины, а не за продажи (исключением является «золотая» сертификация). «Золотую» сертификация за физические копии дисков вручают в случае, если продажи достигли 100,000 копий, но поставка дисков в магазины не перевалила за 250,000 копий. 
| Сертификация            | Необходимое количество поставок |
| ----------------------- | ------------------------------- |
| G (Золотая)             | 100,000(продажи)                |
| P (Платиновая)          | 250,000                         |
| 2P (Двойная платиновая) | 500,000                         |
| 3P (Тройная платиновая) | 750,000                         |
| M (Миллионная)          | 1,000,000                       |

### За цифровые копии[3]
Цифровые копии песен, альбомов и рингтонов получают сертификации за чистые скачивания.
| Сертификация            | Необходимые скачивания песен | Необходимые скачивания рингтонов |
| ----------------------- | ---------------------------- | -------------------------------- |
| G (Золотая)             | 100,000                      |                                  |
| P (Платиновая)          | 250,000                      |                                  |
| 2P (Двойная платиновая) | 500,000                      | 500,000                          |
| 3P (Тройная платиновая) | 750,000                      | 750,000                          |
| M (Миллионная)          | 1,000,000                    | 1,000,000                        |

## Члены

### Полные члены
По состоянию на сентябрь 2013 полными членами являются 17 компаний.
- Nippon Columbia
- Victor Entertainment
- King Records
- Teichiku Entertainment
- Universal Music
- Nippon Crown
- Tokuma Japan Communications
- Sony Music Entertainment
- Pony Canyon
- Warner Music Japan
- VAP
- Being
- Avex Marketing
- For Life Music Entertainment
- Yamaha Music Communications
- Dreamusic
- Yoshimoto R and C

## Чарты
- RIAJ DIgital Track Chart (выходил с апреля 2009 по июль 2012 года)